# Castillo Mauá
El Castillo Mauá está ubicado a 4 km hacia el Oeste de la ciudad de Mercedes, departamento de Soriano, Uruguay. 
Comprende un casco de estancia adquirida por el banquero Irineu Evangelista de Sousa, Barón y Vizconde de Mauá en 1857 y los terrenos circundantes.
Llamado “castillo” por los habitantes de la zona, la construcción central presenta un plano rectangular, con un patio central (típico de las estancias de la época) a dos plantas, enclavado en un parque donde el propietario introdujo especies vegetales traídas en sus viajes.
Presenta dos torres elevadas desde donde es posible divisar una hermosa vista de los jardines y del río Negro, corriendo a metros de la propiedad. En la decoración se aprecia el uso de azulejos portugueses y rejas en hierro forjado, así como la carpintería de obra en pisos, cielorrasos y escaleras.
El propietario siguiente, Buenaventura Caviglia, introdujo modificaciones en la fachada posterior donde agregó dos fuentes semicirculares.
En la actualidad es propiedad de la intendencia de Soriano, quien destina parte del edificio a la Bodega Barón de Mauá, el museo paleontológico Alejandro Berro y una galería de arte llamada la "Posada del arte". También funciona en el ala sur del edificio la Escuela pública N.º 77.

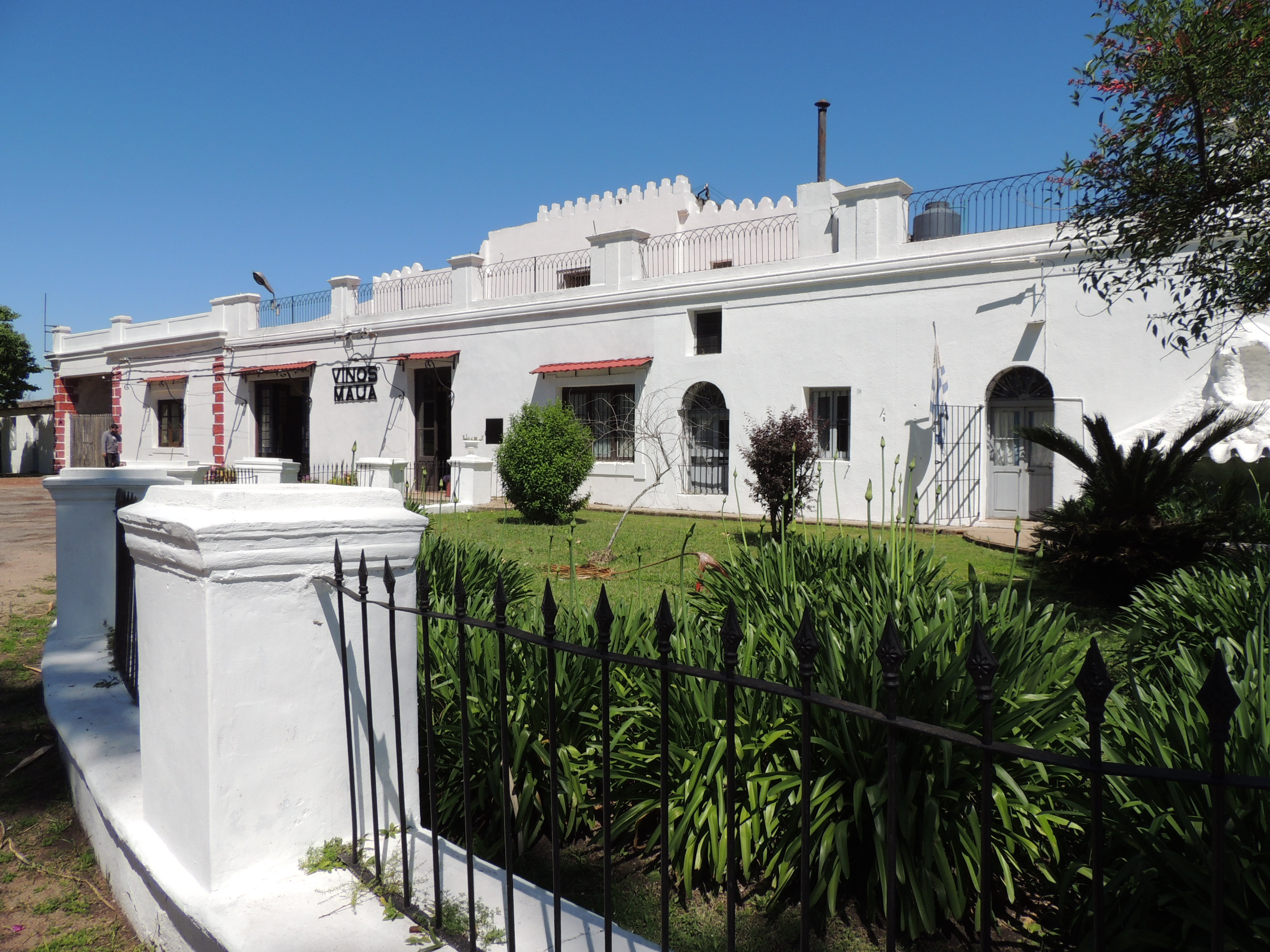
Vista lateral del castillo Mauá
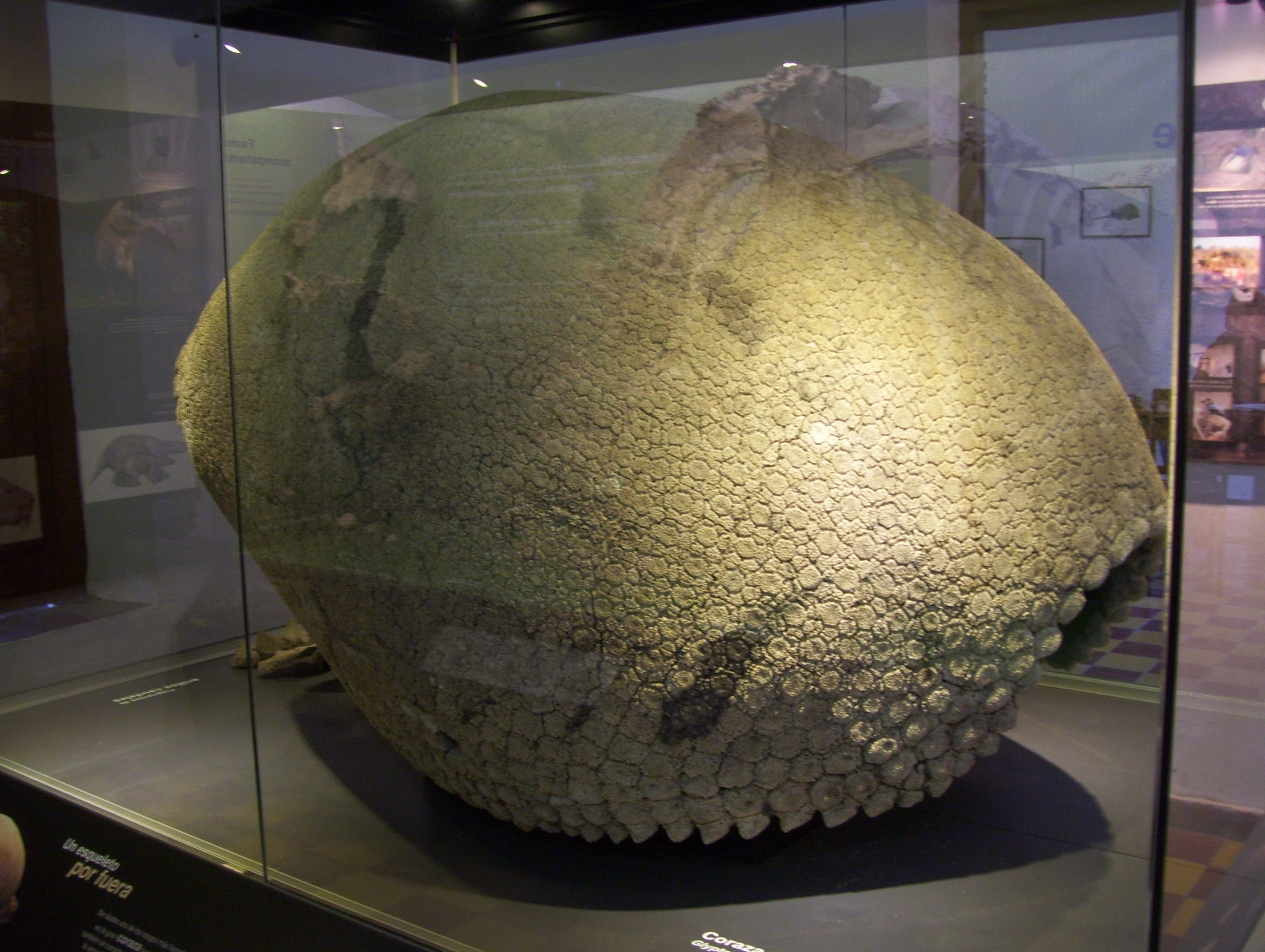
Caparazón de gliptodonte encontrado en Soriano. Uruguay.
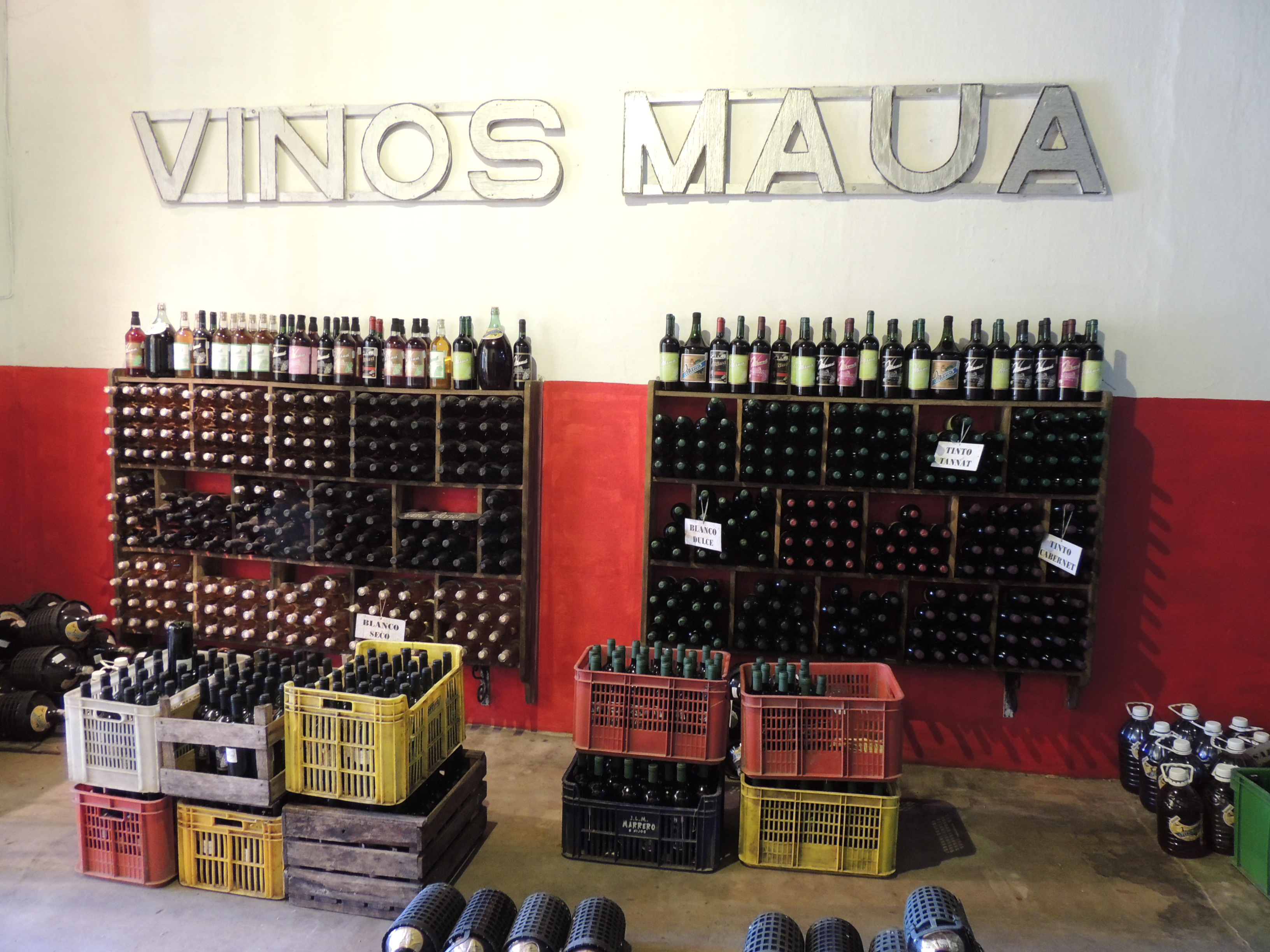
Bodega Mauá.